# Galipea grandifolia
Galipea grandifolia är en vinruteväxtart som beskrevs av Adolf Engler. Galipea grandifolia ingår i släktet Galipea och familjen vinruteväxter. Inga underarter finns listade i Catalogue of Life.